# КНДР на юношеских Олимпийских играх
КНДР принимает участие в юношеских Олимпийских играх: в летних Играх — начиная с Игр 2010 года, в зимних Играх — на настоящее время не принимал участия ни разу.
Спортсмены КНДР на всех юношеских Олимпийских играх выиграли в сумме 10 медалей, из них 4 золотых, все медали завоёваны на летних Играх; в неофициальном медальном зачёте спортивная делегация КНДР занимает 46-е место.

## Медальный зачёт

### Медали на летних юношеских Олимпийских играх
| Игры              | Участников | Золото | Серебро | Бронза | Всего | Место |
| 2010 Сингапур     | 11         | 1      | 1       | 3      | 5     | 40    |
| 2014 Нанкин       | 6          | 3      | 2       | 0      | 5     | 20    |
| 2018 Буэнос-Айрес | 5          | 0      | 0       | 0      | 0     | —     |
| Всего             | Всего      | 4      | 3       | 3      | 10    | 46    |